# Adern-Eichelbohrer
Der Adern-Eichelbohrer (Curculio venosus) ist ein Käfer aus der Familie der Rüsselkäfer (Curculionidae).

## Merkmale
Die Käfer werden 7 bis 9 Millimeter lang. Die schwarzbraunen Käfer sind mit langen dunkel- oder gelbbraunen Schuppen bedeckt. Neben Kopf, Halsschild und Flügeldecken sind auch die Beine dicht beschuppt. Entlang der Flügeldeckennaht ragen schräg abstehende Borsten empor. Die hinteren Femora weisen einen zugespitzten dornförmigen Zahn auf. Das Scutellum (Schildchen) ist weißlich. Die Fühler sind rotbraun gefärbt. Beim Männchen sitzen diese am Ende des zweiten Fünftels, beim Weibchen hinter der Mitte des Rüssels (Rostrum). Eine ähnliche Art ist Curculio pellitus, die durch die Form des Zahns am Hinterschenkel unterschieden werden kann.

## Verbreitung
Curculio venosus ist in Europa weit verbreitet. Das Vorkommen reicht von Mittelschweden, Dänemark und England im Norden bis in den Mittelmeerraum. Ferner kommt die Art im Kaukasus, in Kleinasien und im Nahen Osten sowie in Nordafrika vor. In Mitteleuropa ist sie in allen Regionen verbreitet und häufig.

## Lebensweise
Zu den Wirtspflanzen von Curculio venosus gehören verschiedene Eichen, darunter Portugiesische Eiche (Quercus faginea), Traubeneiche (Quercus petraea), Flaumeiche (Quercus pubescens), Pyrenäen-Eiche (Quercus pyrenaica), Stieleiche (Quercus robur) und Steineiche (Quercus rotundifolia). Die Larven entwickeln sich in den Eicheln. Die Larven verbringen in der Regel anderthalb Jahre, zwei Überwinterungen, in einer Diapause im Boden. Erst dann verpuppen sie sich und erscheinen als fertige Käfer im späten Frühjahr. Man beobachtet die Imagines insbesondere zwischen Mitte April und Mitte Juli. Die Art ist etwas wärmeliebend und bevorzugt tiefere Lagen, oft in aufgelichteten Wäldern oder an Waldrändern.

## Gefährdung
Die Art gilt in Deutschland als ungefährdet.